# Sixaxis

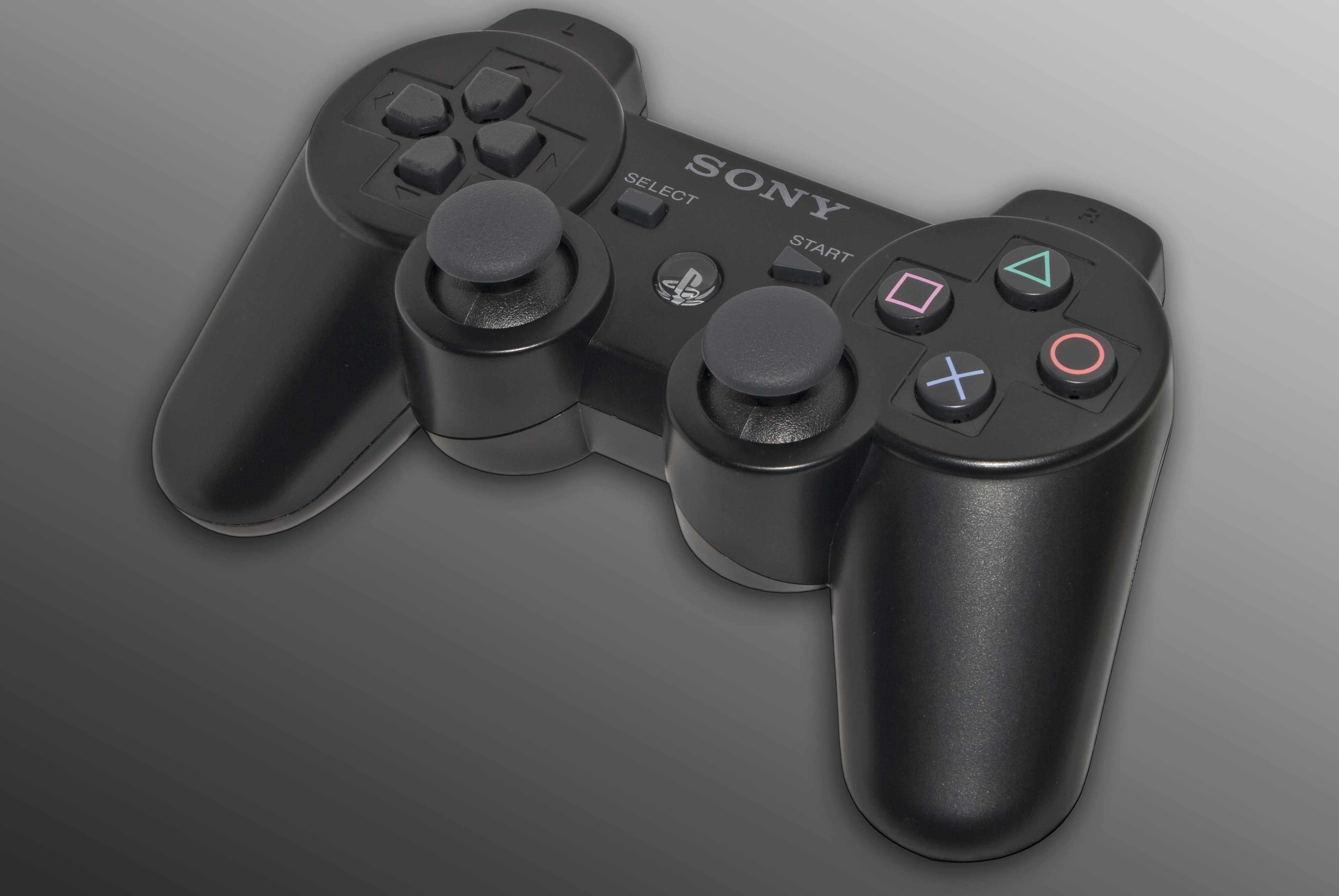
La manette Sixaxis.

Le terme Sixaxis désigne une technique de reconnaissance de mouvement équipant la manette équipant la console de jeux PlayStation 3 de Sony. Celle-ci succède à la DualShock 2, dont elle reprend le design général. Cette technique offre au joueur un nouveau moyen d'interagir avec l'univers de jeu.

## Description
Le terme « SIXAXIS », un palindrome, fait référence au capteur de mouvement à 6 degrés de liberté implémenté dans la manette. Ce dispositif permet à la console de détecter l'orientation de rotation et l'accélération de translation de la manette sur les trois axes tridimensionnels.
Le système est parfois utilisé pour rehausser l'immersion et varier l'expérience de jeu. Par exemple, dans Resistance: Fall of Man, le joueur peut se libérer d'un corps à corps avec l'ennemi en secouant la manette. D'autres jeux comme Warhawk et Lair, où le joueur y dirige respectivement des avions et des dragons, exploitent particulièrement cette fonctionnalité (avec plus ou moins de succès). Certains jeux PlayStation Network, comme flOw ou Super Rub'a'Dub, sont entièrement basés sur ce principe.
Grâce à la technique Bluetooth et la présence d'une batterie intégrée (non amovible), la manette devient sans fil avec une autonomie annoncée de 30 heures. Elle se recharge en reliant la manette à la console avec un câble USB (fourni). Quatre LED situées sur la tranche permettent de distinguer les manettes entre elles. Jusqu'à 7 contrôleurs peuvent être gérés simultanément par la console.
L'ergonomie de la manette a subi quelques évolutions :
- Un bouton avec le logo PlayStation (touche PS) est placé au centre du contrôleur permet d'accéder à l'interface Cross Media Bar ou encore d'allumer et éteindre la console ;
- Les boutons L2 et R2 situés sur la tranche ont été remplacés par des gâchettes dont l'amplitude permet un contrôle plus précis ;
- L'angle d'inclinaison des joysticks analogiques a été légèrement augmenté afin d'accroître la sensibilité des commandes et de dynamiser la manipulation ;
- Pour ces deux derniers éléments (touches L2/R2 et joystick analogique), la précision de réponse a été améliorée avec une quantité d'information passant de 8 à 10 bits (ce qui permet 1024 valeurs possibles contre 256 précédemment)[3] ;
- Enfin, la manette est plus légère : 138 g[4].

La manette est toutefois dénuée de moteurs solénoïdes, lesquels permettent les vibrations. Pour justifier cette disparition, Sony a mis en avant des raisons techniques et de coût pour les régler. Les observateurs ont cependant avancé le différend juridique opposant Sony à la société américaine Immersion, détentrice de brevets liés à la technique de vibration de la DualShock. En mars 2007, Sony et Immersion annonçaient avoir mis fin à leur litige et entrepris un nouveau partenariat et en septembre 2007, Sony annonçait le DualShock 3, un nouveau modèle qui implémente les vibrations en plus des fonctions de reconnaissance de mouvement. Le DualShock 3 a été lancé en novembre 2007 au Japon et au printemps 2008 en Europe et en Amérique du Nord.
Teiyu Goto, le designer de la manette explique le choix de symboles plutôt que de lettre pour les boutons : « Le Triangle () se réfère au point de vue : il représente la tête de tout un chacun ou une direction, et je l'ai voulu de couleur verte. Le Carré () symbolise une feuille de papier : il représente les menus ou les documents, le tout de couleur rose. Le Rond () et la Croix () représentent le oui et le non. Je les ai fait respectivement en rouge et en bleu. »

## Compatibilité Linux et Windows
La manette de la PlayStation 3 peut être connectée à un micro-ordinateur équipé de Linux, Windows XP, Windows Vista, Windows 7 ou Mac OS X. Cela est possible en installant le pilote informatique adéquat et en raccordant la Sixaxis à l'ordinateur à l'aide de la rallonge USB. L'utilisation de la reconnaissance de mouvement et des vibrations est désormais disponible sur Windows que ce soit à l'aide d'une connexion USB ou Bluetooth. Sur Linux, la manette est reconnue comme un périphérique HID et la connexion Bluetooth est possible. Quelques manipulations restent nécessaires.